# Neil Corbould
Neil Corbould (Londres, 24 de dezembro de 1962) é um supervisor de efeitos visuais britânico. Venceu o Oscar de melhores efeitos visuais em duas ocasiões: na edição de 2001 pelo filme Gladiator e na edição de 2014 por Gravity. Conhecido pela produção de filmes blockbuster, também foi indicado à condecoração por Superman Returns, Snow White and the Huntsman e Rogue One: A Star Wars Story.